# Can Rocarols
Can Rocarols és una casa de Tavertet (Osona) inclosa a l'Inventari del Patrimoni Arquitectònic de Catalunya.

## Descripció
Casa rural que forma mitgera amb cal Baró i que és aïllada per la part de ponent. La façana es troba orientada a migdia i el portal queda més baix que el nivell del carrer, de manera que s'hi forma un graó. La teulada és a dues vessants i el carener és perpendicular a la façana on hi ha un portal rectangular, una finestra a la planta i dues al primer pis, totes amb els ampits motllurats, encara que deteriorats. A ponent el mur és gairebé cec i a tramuntana hi ha dues finestres, a diferent nivell, a la part dreta i a l'esquerra s'hi annexiona un cos de planta cobert amb una sola vessant. Aquesta part conserva un desaigua de pedra a nivell del primer pis.

## Història
Aquesta casa, com moltes de Tavertet, és fruit de l'època d'expansió demogràfica i de l'afany constructiu que dominà la pagesia catalana durant els segles XVII i XVIII, fet que en el cas de Tavertet queda palès amb l'ampliació de l'església romànica durant aquesta època.